# 王长林 (京剧演员)
王长林（1858年—1931年）。乳名王栓子，早期曾用作艺名，祖籍江苏苏州，生于北京，清末民初京剧武丑演员。
他出身于梨园世家，幼入胜春魁科班，曾拜王文隆为师，先学武净，后学武丑。出科后搭春台班，与俞菊笙、黄润甫等同台，渐露头角。1892年被选为内廷供奉，他中年以后兼演文丑。1900年前后，开始与谭鑫培合作，谭鑫培所演《琼林宴》、《天雷报》、《失印救火》、《问樵闹府》、《秦琼卖马》、《打渔杀家》等戏丑角均由其充任。被谭鑫培倚为左右手。也还曾佐梅兰芳、余叔岩、言菊朋、高庆奎、马连良演出。他的戏路宽，文武兼擅，擅演剧目武戏有《时迁偷鸡》、《盗甲》、《盗钩》、《九龙杯》、《打瓜园》、《祥梅寺》等剧；文丑戏以《问樵闹府》、《胭脂折》、《小放牛》。他的儿子王昆山、王福山均工武丑。